# Céret
Céret (Catalaans: Ceret) is een gemeente in het Franse departement Pyrénées-Orientales (regio Occitanie). De plaats is de prefectuur van het arrondissement Céret en hoofdplaats van het kanton Vallespir-Albères. Het is een belangrijk cultureel centrum als voormalig schildersdorp en heeft een nationaal bekend museum voor moderne kunst. Verder blijft de landbouw belangrijk en met name de kersenteelt. Céret telde op 1 januari 2022 7.544 inwoners.

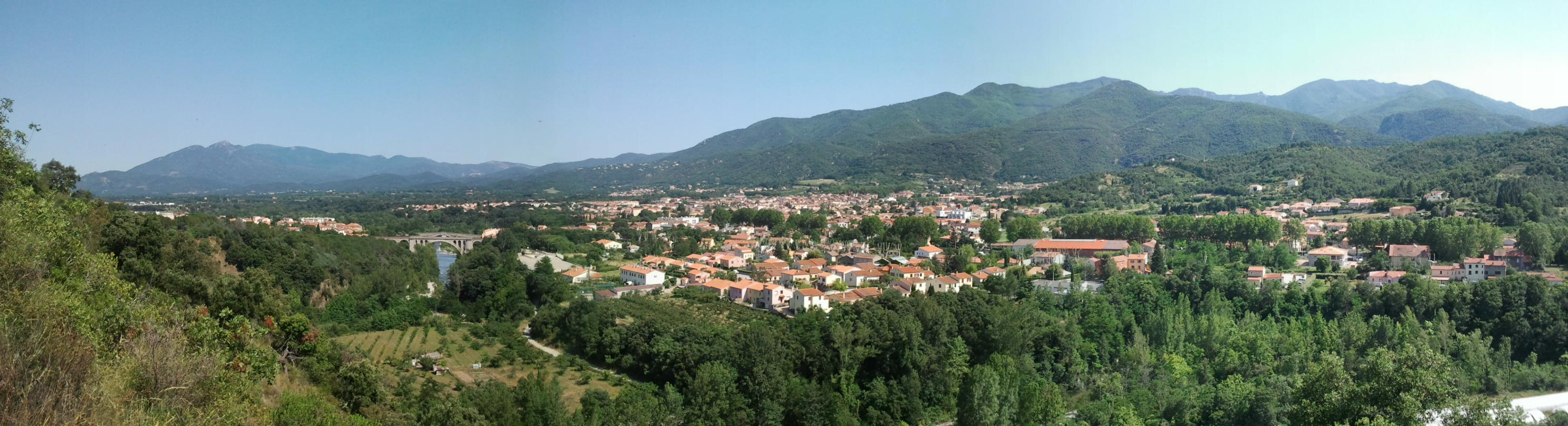
Céret

## Geschiedenis
In de 4e eeuw, aan het einde van de Romeinse tijd, werden marmergroeven geopend. De witte marmer van Céret werd uitgevoerd naar de rest van Roussillon maar ook naar Spanje. Deze marmergroeven zijn nu gesloten. Ook had Céret een talkgroeve. De naam Céret werd voor het eerst vermeld in de 9e eeuw. In 1282 kreeg Céret van haar heer stadsrechten: de stad kreeg vier consuls die jaarlijks werden verkozen. In de 14e eeuw werd een indrukwekkende stenen brug met een overspanning van 45 m over de Tech gebouwd. Deze is vervangen door een moderne brug. In 1581 werd een kapucijnenklooster geopend en in 1648 een karmelietenklooster.
In het begin van de 20e eeuw was het de plaats waar het kubisme belangrijke impulsen kreeg. In 1910 kwamen drie kunstenaars naar Céret: Manuel Martinez Hugué, Déodat de Séverac en Frank Burty Haviland. Deze drie kunstenaars, met ieder een omvangrijk netwerk, maakten Céret tot een attractief kunstenaarscentrum. Pablo Picasso, Georges Braque, Juan Gris, Aristide Maillol, Auguste Herbin, Max Jacob en Francis Picabia verbleven korte of lange tijd in Céret.
Pierre Brune stichtte in samenwerking met Haviland en de gemeente Céret in 1948 het ‘Musée d’art moderne’.

## Bezienswaardigheden
In het ziekenhuis uit 1649 is het Muziekinstrumentenmuseum van Céret en een openluchttheater gevestigd. Twee stadspoorten, de Porte d'Espagne en de Porte de France, zijn een overblijfsel van de middeleeuwse stadsmuur. In het voormalig karmelietenklooster is het Museum voor Moderne Kunst gevestigd. De parochiekerk van Saint-Pierre werd gebouwd tussen 1723 en 1779 op de plaats van een oudere romaanse kerk waarvan nog delen bewaard zijn.

## Geografie
De oppervlakte van Céret bedroeg op 1 januari 2022 37,86 vierkante kilometer; de bevolkingsdichtheid was toen 199,3 inwoners per km².. De gemeente ligt aan de voet van het Alberamassief en is de hoofdplaats van Vallespir (het dal van de Tech). Palol vormde een zelfstandig dorp tot het in 1823 aan de gemeente Céret werd gehecht.

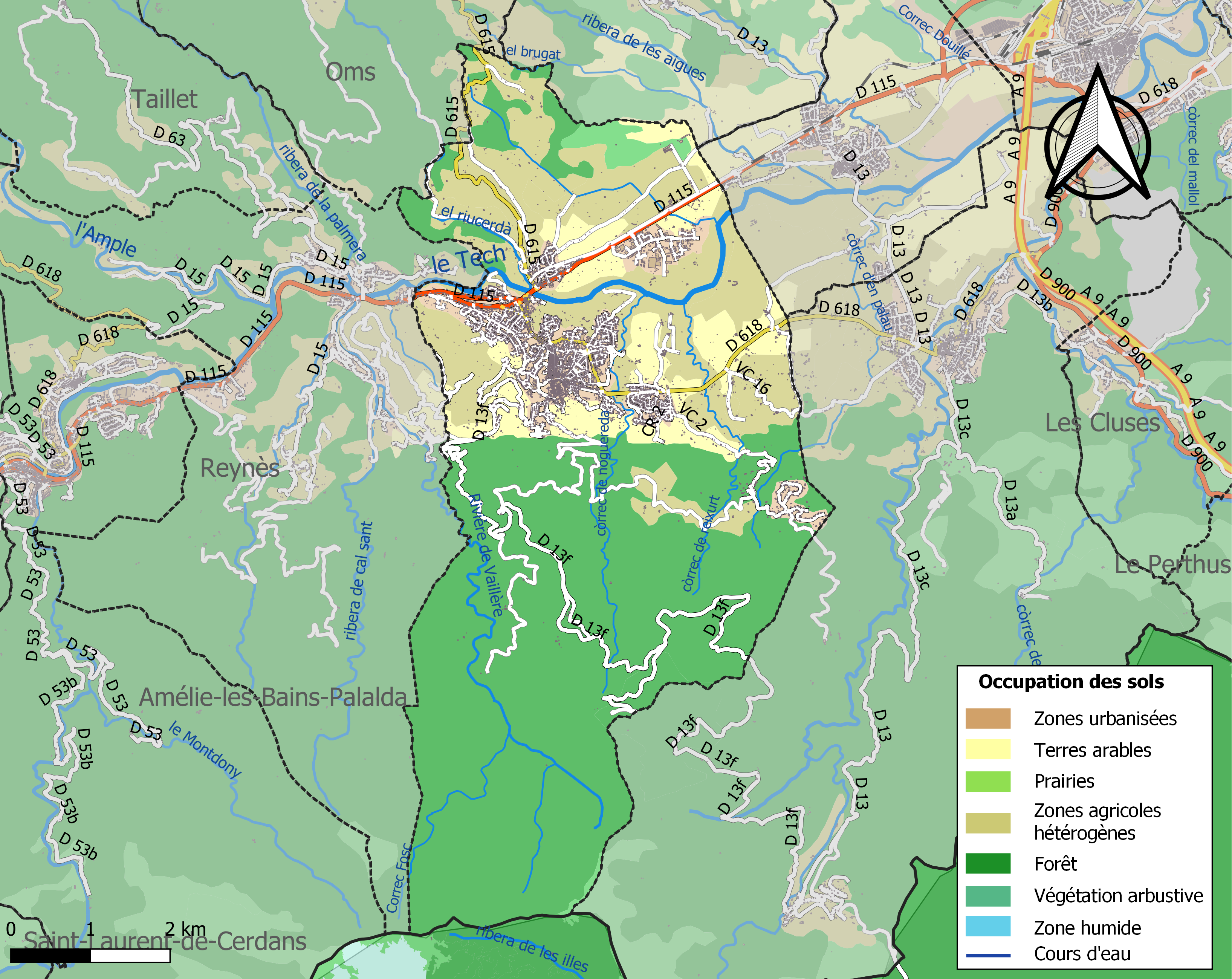
Kaart van de gemeente met de belangrijkste infrastructuur, bodemgebruik en omliggende gemeenten

## Politiek

### Lijst van burgemeesters

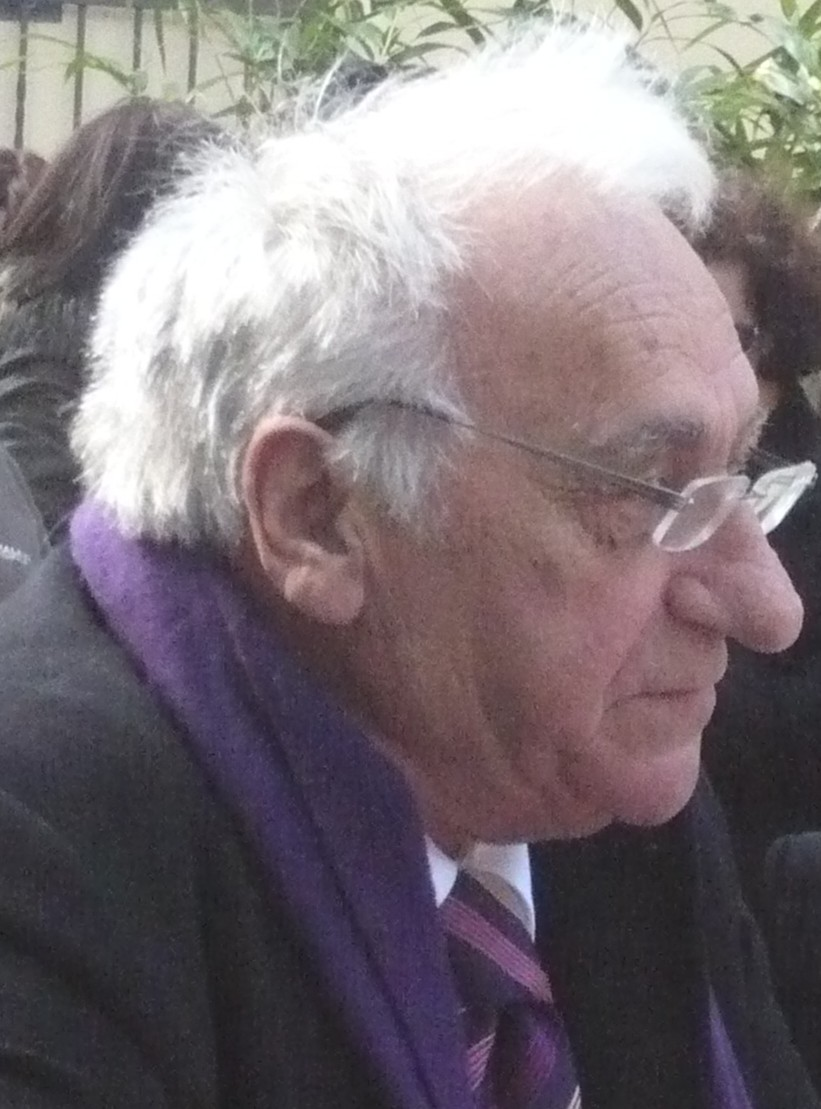
Alain Torrent (2013)

| Naam burgemeester     | Ambtsperiode |
| --------------------- | ------------ |
| Jean Maler            | 1943 - 1944  |
| Jacques Souquet       | 1944 - 1945  |
| Gaston Cardonne       | 1945 - 1947  |
| Henri Guitard         | 1947 - 1963  |
| Marcel Parayre        | 1963 - 1964  |
| Michel Sageloly       | 1964 - 1983  |
| Henri Sicre           | 1983 - 1995  |
| Michel Sageloly (Jr.) | 1995 - 1996  |
| Henri Sicre           | 1996 - 2001  |
| Alain Torrent         | 2001-2020    |
| Michel Coste          | 2020-        |

### Stedenbanden
Céret heeft stedenbanden met de volgende steden:
| - Almonte (Andalusië) - Banyoles (Catalonië) - Luchöw (Nedersaksen) |

## Demografie
Onderstaande figuur toont het verloop van het inwonertal (bron: INSEE-tellingen).

## Sport
Céret was één keer etappeplaats in de wielerkoers Ronde van Frankrijk. Op 11 juli 2021 startte er de door de Amerikaan Sepp Kuss gewonnen etappe naar Andorra la Vella.